# Greg Christian
Greg Christian (ur. 29 kwietnia 1966 w Pleasanton) – amerykański basista, znany z występów w thrashmetalowym zespole Testament, którego był członkiem  w latach 1983-1996 i 2004-2014. 

## Działalność artystyczna
Christian jest oryginalnym członkiem zespołu Testament, zaczynał gdy zespół jeszcze nazywał się Legacy. Nagrał z zespołem takie albumy jak: The Legacy, The New Order, Practice What You Preach, Souls of Black, The Ritual, Low, The Formation of Damnation, i ostatnią studyjny album Testamentu - Dark Roots of Earth. Grał również na albumach koncertowych, Live at Eindhoven, Return to the Apocalyptic City, Live at the Filmore, Live in London i Dark Roots of Thrash.W roku 1996, Christian opuścił zespół, jednak ponownie dołączył w 2004 roku. Znany jest ze swoich lekko jazzowych partii basu takich jak w utworze "Souls of Black" czy "Disciples of the Watch".
W 2004 roku muzyk dołączył do HavocHate wraz z którym nagrał jeden album: Cycle of Pain (2005). Christian opuścił skład w 2011 roku.
Od 2014 roku współtworzy formację Meshiaak. Natomiast od 2015 roku występuje w zespole Trinity Fallen, którego był założycielem.

## Dyskografia
| Testement - The Legacy (1987) - The New Order (1988) - Practice What You Preach (1989) - Souls of Black (1990) - The Ritual (1992) - Low (1994) - The Formation of Damnation (2008) - Dark Roots of Earth (2012) |  | HavocHate - Cycle of Pain (2005) |